# Delphacodoides juno
Delphacodoides juno är en insektsart som beskrevs av Ronald Gordon Fennah 1958. Delphacodoides juno ingår i släktet Delphacodoides och familjen sporrstritar. Inga underarter finns listade i Catalogue of Life.